# Dodecadenia
Genre
Classification APG III (2009)
Dodecadenia, ou dodécadénies, est un genre de plantes à fleurs de la famille des lauracées, tribu des trétanthérées. Ce sont des arbres à fleurs hermaphrodites généralement solitaires. Le genre est présent de l'Himalaya à l'Inde orientale, dans les forêts humides tropicales et subtropicales, parfois associé avec l'espèce Tsuga (entre 2 000 et 2 600 mètres d'altitude). Il a été décrit par Nees von Esenbeck en 1831.

## Description
Les arbres de ce genre sont dioïques, à feuillage persistant dont les feuilles sont alternes. Ses inflorescences se produisent en forme d'ombelles solitaires ou groupées aux axilles des feuilles.

## Espèces
- Dodecadenia grandiflora Nees (espèce type)
- Dodecadenia griffithii Hook.f.

NB: Dodecadenia paniculata  Hook. f. est considérée maintenant comme synonyme de l'espèce Cinnadenia paniculata (Hook. f.) Kosterm.